# Calmarza
Calmarza es un municipio y localidad española de la provincia de Zaragoza, en la comunidad autónoma de Aragón. El término municipal tiene una población de 58 habitantes (INE 2024).

## Geografía

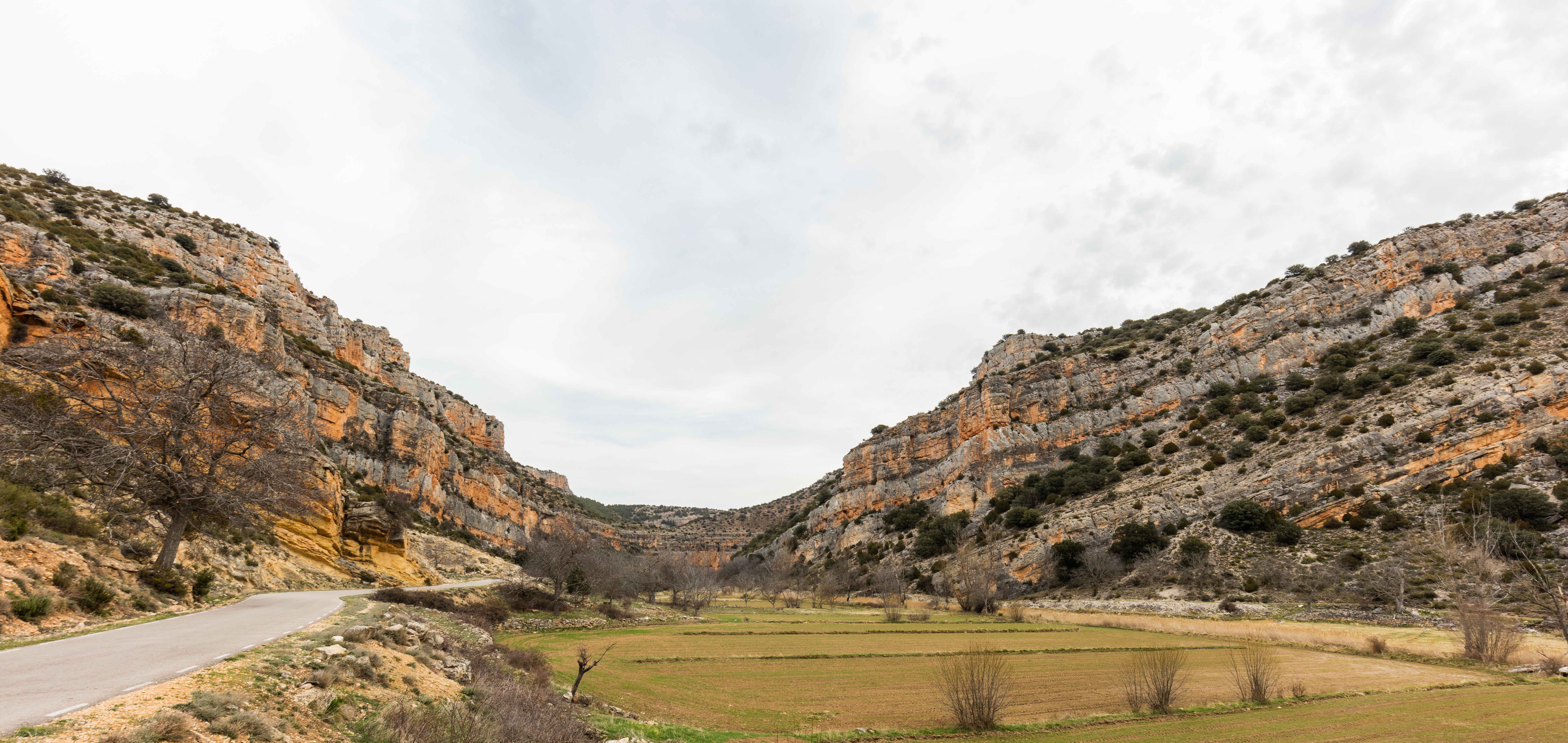
Paisaje en las afueras de Calmarza

Está situado a orillas del río Mesa. El paisaje es rocoso y muy seco. En su entorno hay grandes bandadas de buitres y la vegetación solamente se encuentra distribuida en algunas zonas aisladas y a las orillas del río.
A unos 12 km se encuentra el municipio de Jaraba que cuenta con unos importantes balnearios. Desde allí también hay posibilidad de visitar el monasterio de Piedra y la laguna de Gallocanta.

## Historia

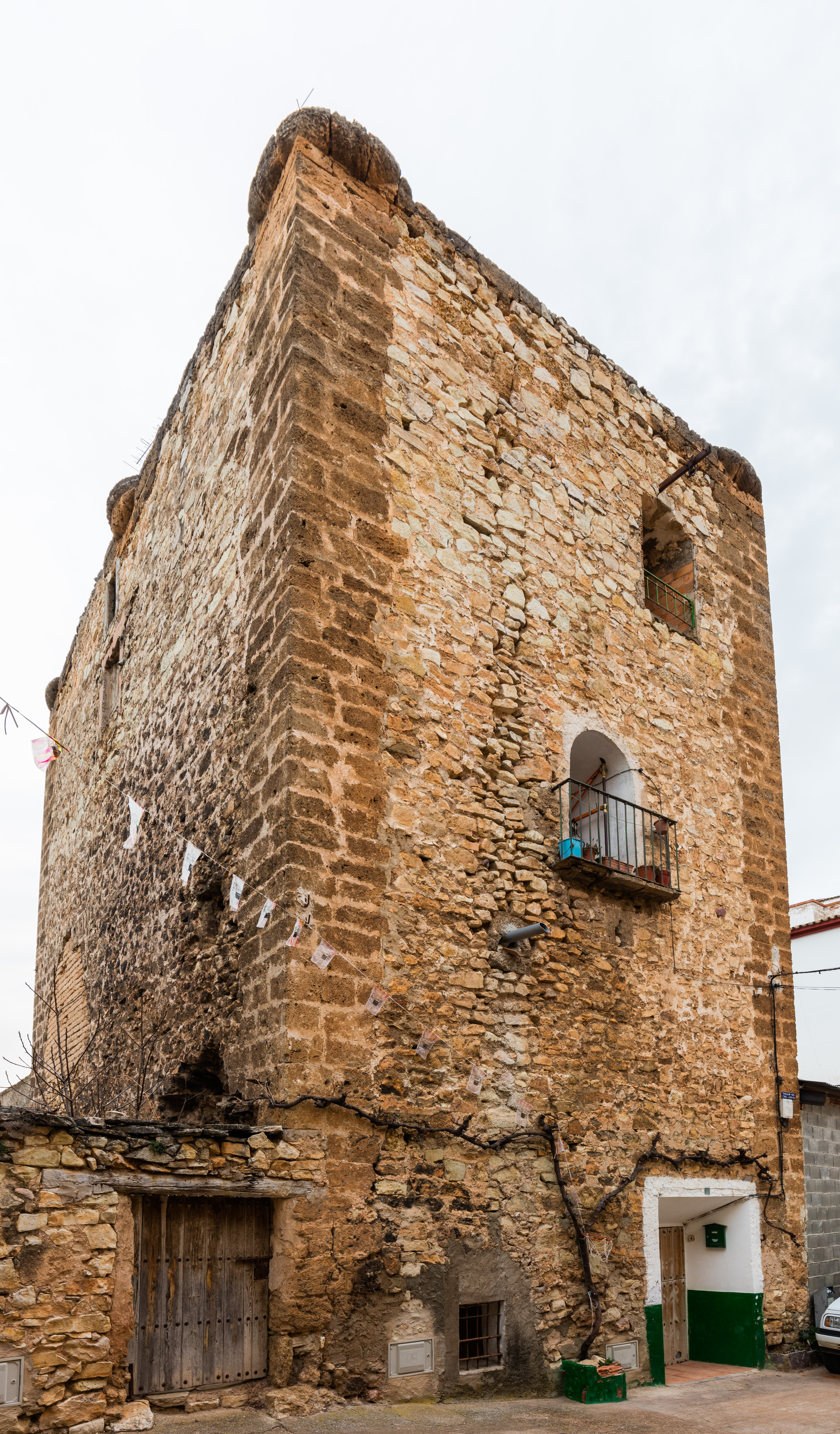
Torre de los Palafox de Ariza

A mediados del siglo XIX, el lugar contaba con una población censada de 204 habitantes. La localidad aparece descrita en el quinto volumen del Diccionario geográfico-estadístico-histórico de España y sus posesiones de Ultramar de Pascual Madoz de la siguiente manera:

CALMARZA: v. con ayunt. de la prov., aud. terr. y c. g. de Zaragoza (22 leg.), part. jud. y adm. de rent. Ateca (5), dióc. de Tarazona (17): sit. en un hondo rodeado de peñascos, los vientos que mas generalmente la combaten, son los del N., y goza de un clima templado y saludable, siendo las enfermedados que mas comunmente se padecen, los dolores de reuma, sin que sean muv frecuentes: tiene 51 casas distribuidas en varias calles, y ademas una llamada la municipal en la que se halla la cárcel; una escuela de primeras letras dotada con 1,200 rs. vn. y concurrida por 16 discípulos, y una igl. parr. (San Blas) servida por un cura y un sacristan; el curato es vicaria perpetua y su presentacion corresponde al cabildo de la colegial de Sta. María de Calatayud: el cementerio ocupa un parage ventilado fuera de la pobl.: y los vec. de esta se surten para beber y demas usos domésticos de las escelentes y cristalinas aguas de varias fuentes que brotan en el térm., el cual confina por N. con el de Sisamon; por E. con el de Jaraba; por S. con el de Milmarcos, y por O. con el de Algas: en su circunferencia é inmediatas á la v. se encuentran una fáb. de papel blanco y un batan, y algo mas apartada una ermita dedicada á San Bartolomé. El terreno, montuoso y quebrado, es de calidad pedregosa, caliza, y hacia el N. algun tanto arenisca arcillosa; tiene por este lado y el del S. bosques de encina sabina, romero y otros arbustos; y cria yerbas de pasto para los ganados: le atraviesa el r. Mesa que viene de la parte de Sela y corre hácia el E. caminos: todos son locales y se hallan en muy mal estado. El correo lo recibe de la adm. de Calatayud por medio de un cartero que llega el domingo por la tarde, y sale los lunes por la mañana. prod.: trigo, cebada, avena, judias, nueces y patatas; cria ganado lanar, caza de conejos, liebres y perdices con escasez, por la abundancia de anímales dañinos que pueblan los montes; y pesca de truchas, barbos y conejos. ind.: ademas de la fáb., batan y molino de que se ha hablado hay 2 tejedores de lienzos ordinarios. comercio: es insignificante, quedando reducido al de los art. de primera necesidad. pobl.: 43 vec., 204 alm. cap. prod.: 690,000 rs. imp.. 52,500 rs. contr.: 8,791 rs. 16 mrs.
(Madoz, 1846, p. 292)

## Demografía
Cuenta con una población de 58 habitantes (INE 2024).
| Gráfica de evolución demográfica de Calmarza entre 1842 y 2021                                                        |
| |
| Población de derecho según los censos de población del INE. Población de hecho según los censos de población del INE. |

| 132                        | 94 | 87 | 75 |
| (Fuente: [cita requerida]) |    |    |    |

## Administración y política

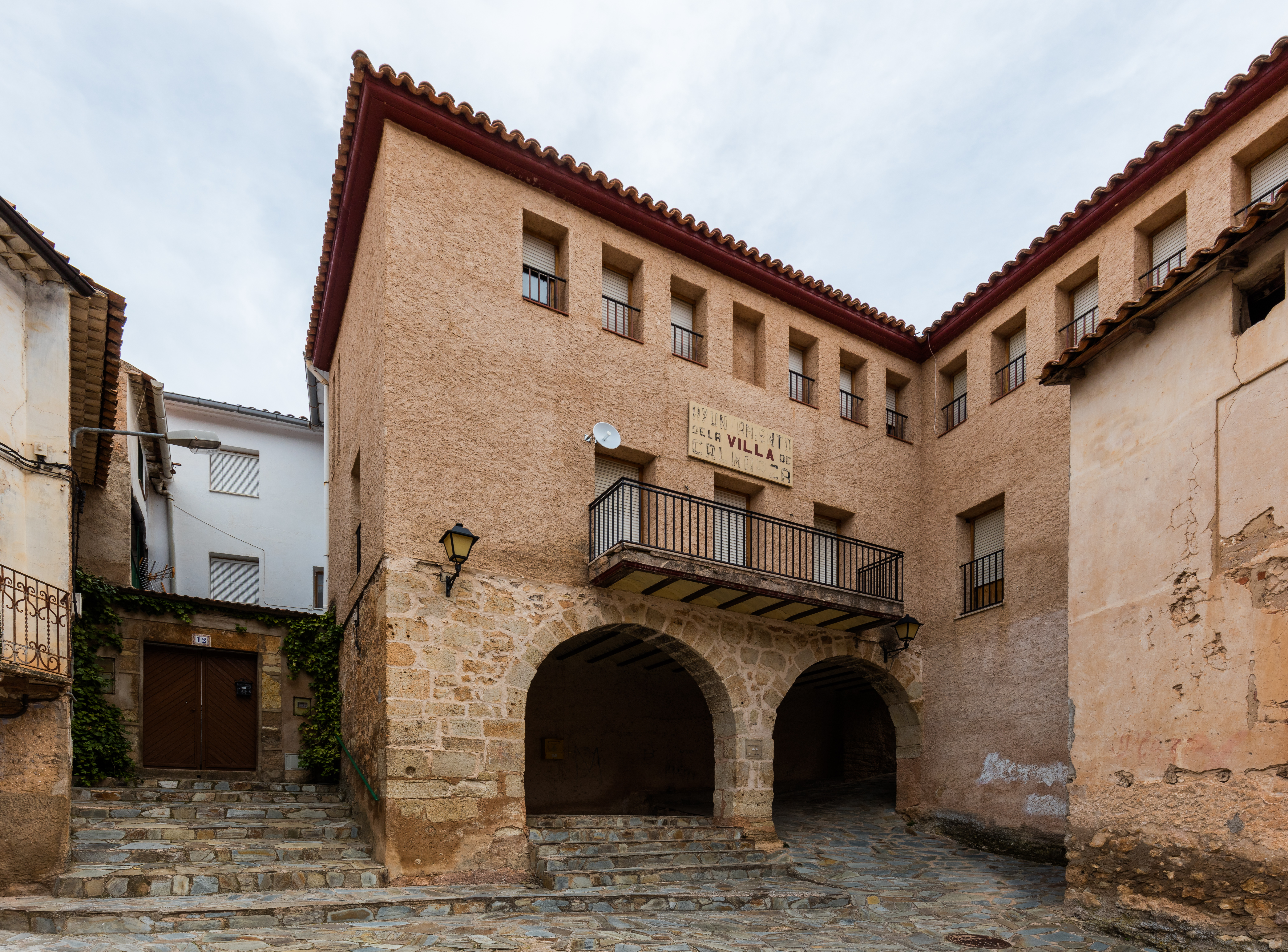
Casa consistorial

| Período   | Alcalde                     | Partido |  |
| --------- | --------------------------- | ------- |  |
| 1975-1979 | Mariano Bueno Monge         | AP      |  |
| 1979-1983 | Pedro Arregui Lozano        | UCD     |  |
| 1983-1987 | José A. Horna Pérez         | PSOE    |  |
| 1987-1991 | Marcelino Benedi Horna      | PSOE    |  |
| 1991-1995 | Daniel Catalán Pérez        | PSOE    |  |
| 1995-1999 | Daniel Catalán Pérez        | PSOE    |  |
| 1999-2003 | José Vicente Monge Escolano | PSOE    |  |
| 2003-2007 | José Vicente Monge Escolano | PSOE    |  |
| 2007-2011 | José Vicente Monge Escolano | PSOE    |  |
| 2011-2015 | José Vicente Monge Escolano | PSOE    |  |
| 2015-2019 | José Vicente Monge Escolano | PSOE    |  |
| 2019-2023 | José Vicente Monge Escolano | PSOE    |  |
| 2023-2027 | José Vicente Monge Escolano | PSOE    |  |

| Partido político    | Partido político                                   | 2003   | 2007   | 2011   | 2015   | 2019   | 2023   |
| Partido político    | Partido político                                   | Ediles | Ediles | Ediles | Ediles | Ediles | Ediles |
|                     | Partido de los Socialistas de Aragón (PSOE-Aragón) | 1      | 1      | 2      | 2      | 2      | 2      |
|                     | Partido Popular de Aragón (PP)                     | —      | —      | 1      | 1      | 1      | 1      |
|                     | Partido Aragonés (PAR)                             | —      | —      | —      | —      | —      | —      |
|                     | Chunta Aragonesista (CHA)                          | —      | —      | —      | —      | —      | —      |
| Total de concejales | Total de concejales                                | 1      | 1      | 3      | 3      | 3      | 3      |

## Cultura

### Patrimonio

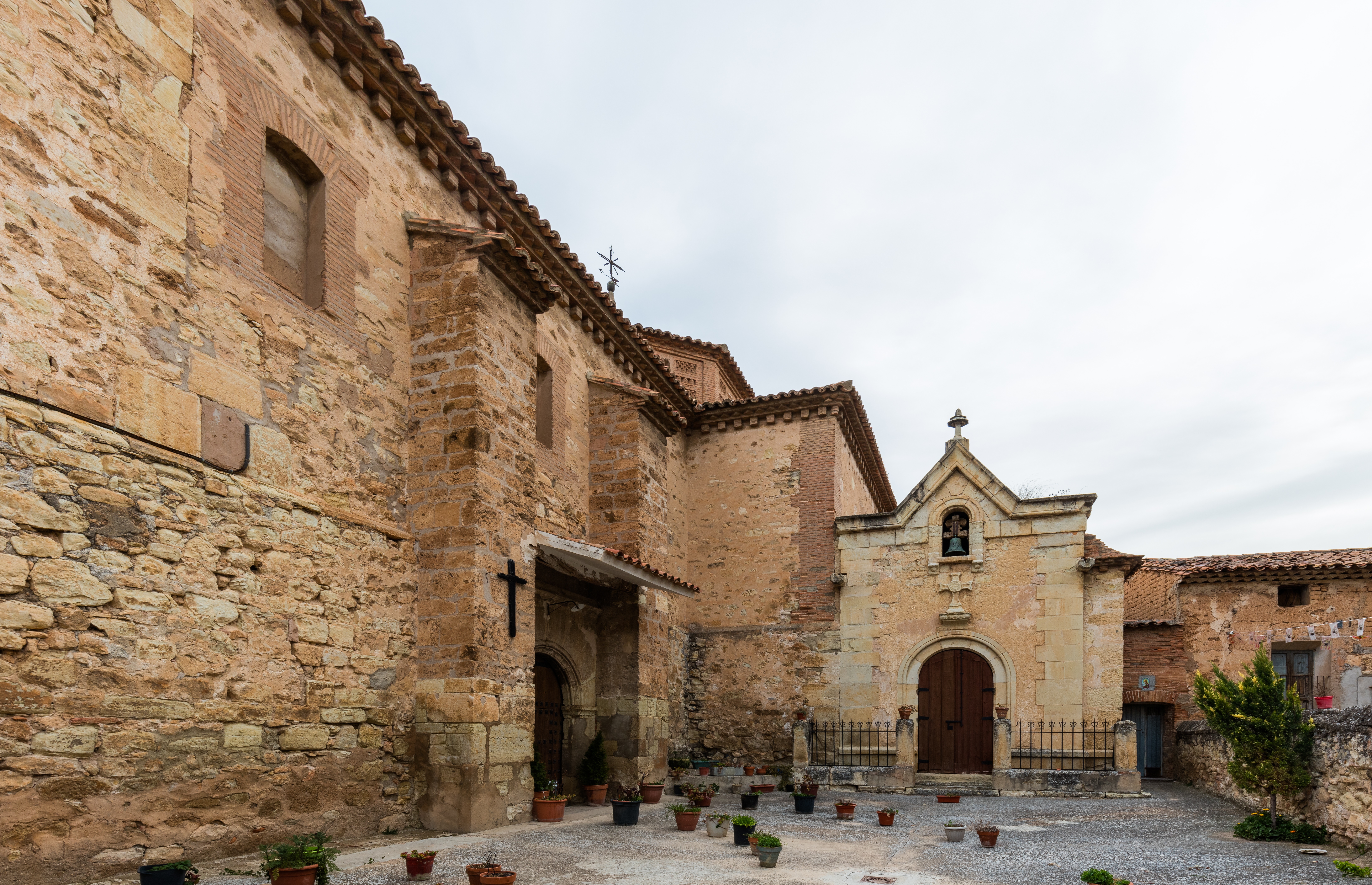
Iglesia de la Asunción

- Iglesia de la Asunción de Nuestra Señora, encuadrada en el arciprestazgo del Alto Jalón.
- Castillo de Calmarza

### Fiestas
Sus fiestas de invierno son el 3 de febrero (San Blas) y las de verano en la penúltima semana de agosto.